# Henri Chaine
Henri Chaine, né le 27 décembre 1847 et décédé en 1919, est architecte en chef des monuments historiques français.

## Biographie
Henri Claude Marie Chaine naît à Barcelone de parents français. Il étudie l'architecture avec Anatole de Baudot avant d'intégrer l'École des Beaux-Arts (promotion 1869). Il est l'élève de Charles-Auguste Questel et Jean-Louis Pascal.
Il expose au Salon des paysages en 1885 des études de projets d'architectures et reçoit une médaille. Il est nommé architecte diocésain en 1886.
Il codirige avec de Baudot de 1887 à 1892 L'Encyclopédie d'architecture.
De 1898 à 1900, il exécute les maquettes et modèles de plâtre des principaux monuments médiévaux pour le musée des sculptures du Trocadéro à Paris.
En 1916, il est chargé de la Seine-Maritime. Il cesse son activité en 1919 mais garde à titre provisoire les monuments de Beauvais et de Rouen.

## Travaux de restauration
- cathédrale Notre-Dame de Rouen, en particulier la tour Saint-Romain
- restauration du chœur de la cathédrale de Luçon
- travaux de restauration de la cathédrale du Puy-en-Velay
- travaux de restauration de la cathédrale de Beauvais
- église Saint-Martin d'Argentan

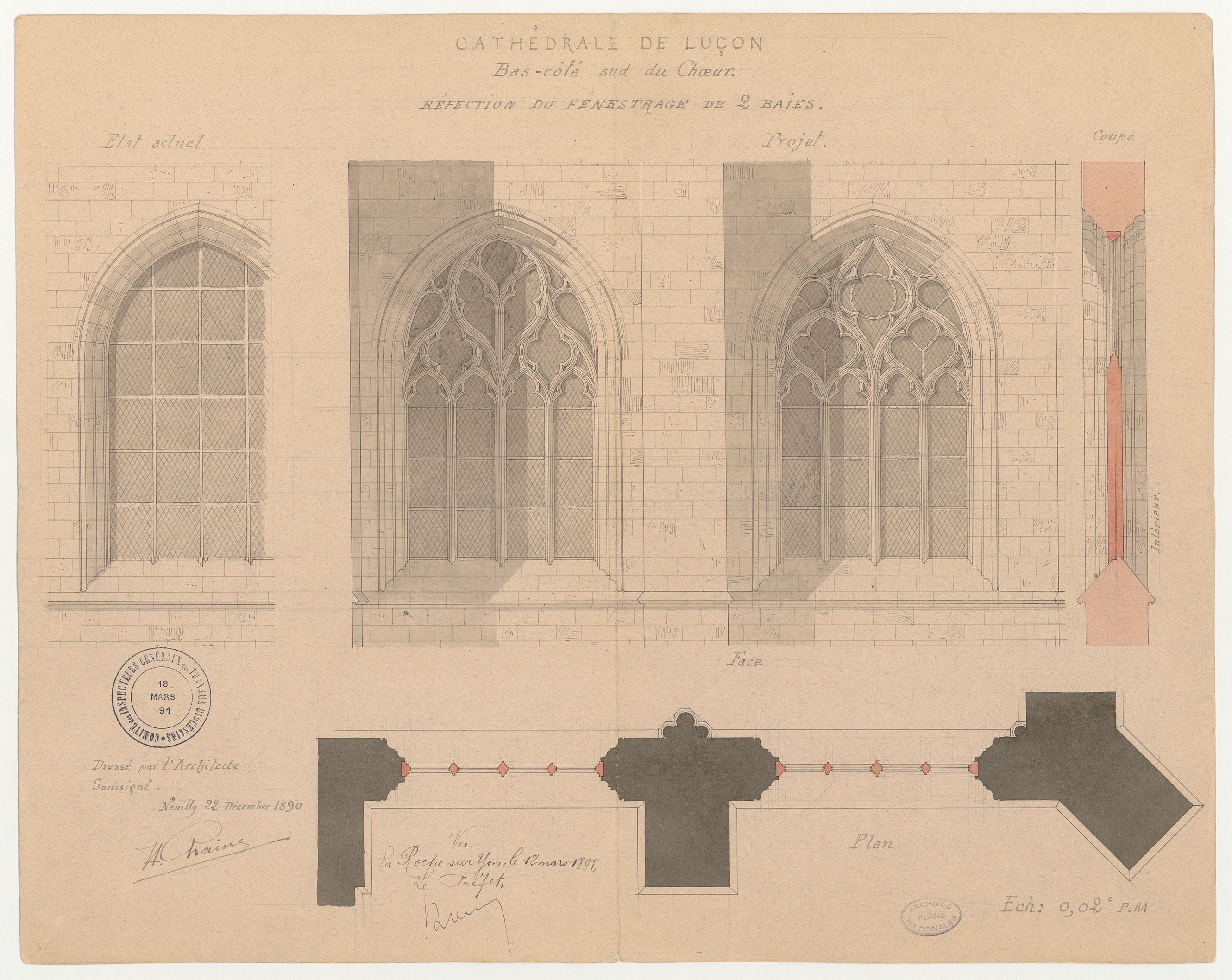
Restauration du chœur (cathédrale de Luçon), 1890
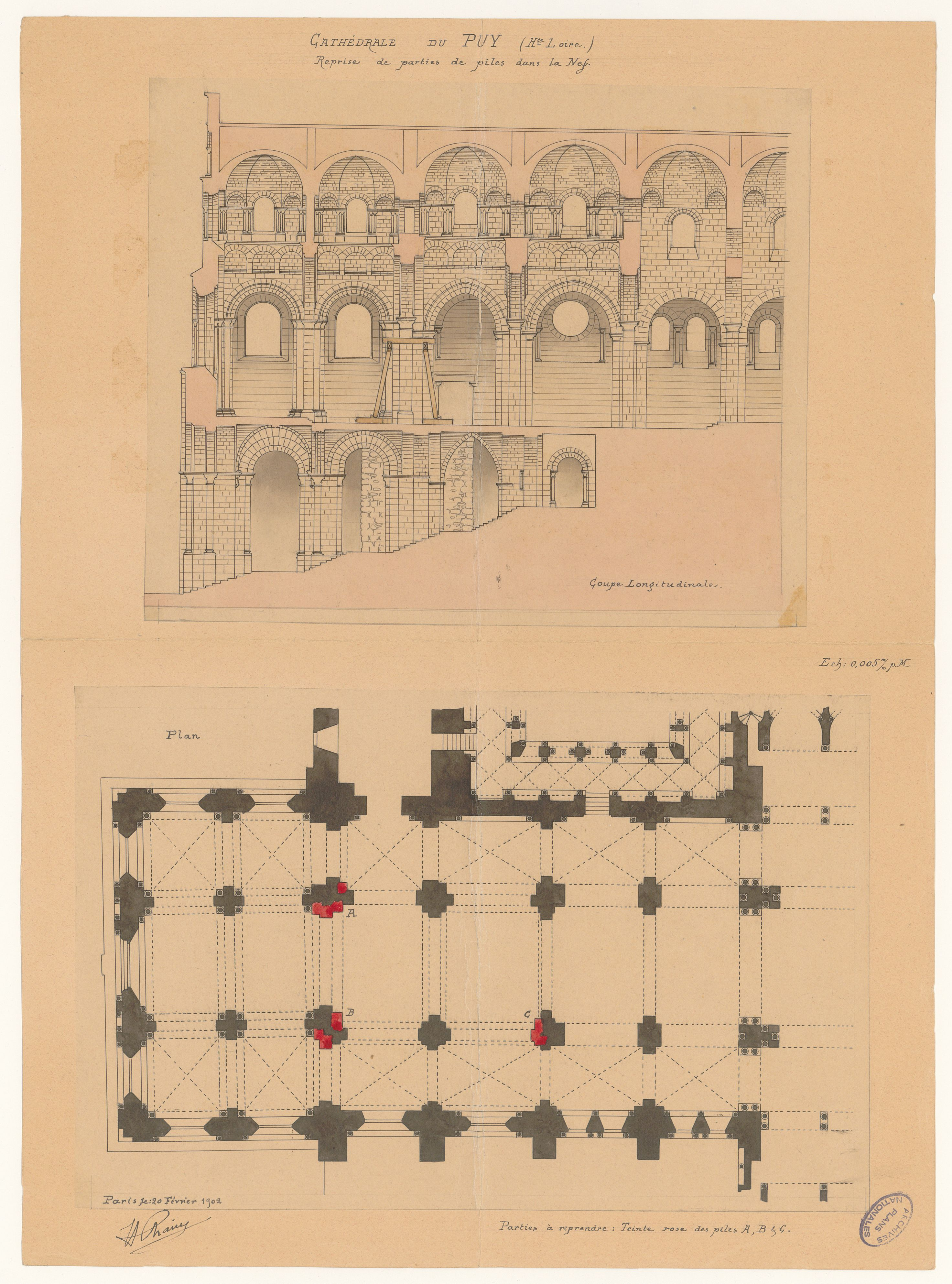
Cathédrale du Puy, 1902
Cathédrale de Beauvais, 1904